# Jamie Bernadette
Jamie Bernadette Watkins, mer känd som Jamie Bernadette, född 14 december 1987 i Kankakee i Illinois, är en amerikansk skådespelerska, som bland annat har varit verksam i en del skräckfilmer. Hon har också medverkat i en del andra långfilmer utanför själva skräckbranschen, såsom MILF (2010), Mortdecai (2015) och Jem and the Holograms (2015). Hon har dessutom även medverkat i ett avsnitt av TV-serien The Neighbors (2014), samt spelat en av huvudrollerna i filmen I Spit on Your Grave: Deja Vu (2019).

## Filmografi (i urval)

### Filmer
- 2010 – MILF
- 2013 – Axeman
- 2015 – Mortdecai
- 2015 – L.A. Slasher
- 2015 – Jem and the Holograms
- 2016 – The Darkness
- 2019 – I Spit on Your Grave: Deja Vu

### TV-serier
- 2007 – Tell Me You Love Me (TV-serie)
- 2014 – The Neighbors (TV-serie)
- 2017 – NCIS: New Orleans (TV-serie)
- 2018 – Midnight, Texas (TV-serie)
- 2022 – Chicago Fire (TV-serie)